# Raïon de Vechkaïma
Le raïon de Vechkaïma (Вешка́ймский райо́н) est une entité administrative territoriale de Russie de type raïon (arrondissement) située dans l'oblast d'Oulianovsk. Son siège administratif est la commune de Vechkaïma.

## Géographie
L'arrondissement s'étend sur 1435,5 km², ce qui représente 3,9 % du territoire de l'oblast d'Oulianovsk. Il se trouve au nord-ouest de l'oblast.

## Histoire
Le raïon de Vechkaïma est formé le 25 janvier 1935, de territoires ruraux des raïons de Karsoun, de Barych et de Maïna, dans le kraï de Kouïbychev, devenu en 1936 l'oblast de Kouïbychev. Son siège devient Vechkaïma en 1957 (auparavant dans le village du même nom à côté). Il est supprimé en 1962 et formé de nouveau en 1965.

## Population
| Année | Habitants |
| ----- | --------- |
| 1989  | 25802     |
| 2002  | 23355     |
| 2010  | 19801     |
| 2017  | 17163     |
| 2021  | 15103     |

## Subdivisions administratives
Le raïon est formé de deux districts urbains et de quatre districts ruraux.
- Établissement urbain de Vechkaïma (siège Vechkaïma) dix localités pour 8300 habitants
- Établissement urbain de Tchoufarovo (siège Tchoufarovo) trois localités pour 1926 habitants
- Établissement rural de Beketovka (siège Beketovka) deux localités pour 1081 habitants
- Établissement rural d'Ermolovka (siège Ermolovka) neuf localités pour 2137 habitants
- Établissement rural de Karguino (siège Karguino) six localités pour 884 habitants
- Établissement rural de Stemass (siège Stemass) six localités pour 775 habitants